# Finnisches Rotes Kreuz
Das Finnische Rote Kreuz (finnisch Suomen Punainen Risti (SPR); schwedisch Finlands Röda Kors (FRK); englisch Finnish Red Cross (FRC)) ist die nationale Rotkreuz-Gesellschaft in Finnland nach den Genfer Abkommen und als solche Teil der Internationalen Rotkreuz- und Rothalbmond-Bewegung mit Sitz in Helsinki. Die Organisation wurde am 7. Mai 1877 gegründet. Anerkannt und rechtlich geschützt wird es vom finnischen Staat, der zuletzt im Jahr 2000 den Status des SPR/FRK erneut beschlossen hat.

## Geschichte
Das Finnische Rote Kreuz, bis zum Zerfall des Russischen Kaiserreichs, auf das in Russland die Machtergreifung der KPdSU und die Gründung der UdSSR folgte, in Finnland hingegen die Unabhängigkeit, noch ein Teil der russischen Rotkreuzverbände, wurde in den finnischen Konflikten des Zweiten Weltkriegs erstmals wichtig. Auch wenn das Gebot, nicht auf Angehörige des Roten Kreuzes zu schießen, von beiden Seiten während Winterkrieg und den Kämpfen an der Ostfront oft nicht beachtet wurde, war der Dienst des Roten Kreuzes hinter der finnischen Front durchaus bedeutsam; so wurden russische Kriegsgefangene und Kriegsinvalide beider Seiten gepflegt.